# Zotye T600
El Zotye T600 es un CUV de tamaño mediano producido por el fabricante chino Zotye Auto.

## Resumen
El automóvil de producción en serie se lanzó en diciembre de 2013. El precio del T600 oscila entre 79.800 y 98.800 yuanes. El Zotye T600 es controvertido en términos de estilo, ya que el diseño de su carrocería se parece mucho al del Audi Q5, con la parte delantera inspirada en el Volkswagen Touareg. Cuando se lanzó solo estaba disponible el motor de gasolina turboalimentado I4 de 1.5L, y el motor de gasolina turboalimentado I4 de 2.0L se incorporó a partir de 2015.

### Rediseño estilístico (2018)
A partir de 2018, dejaron de producirse todas las demás variantes del T600 y solo el modelo T600 Cupé permaneció a la venta con el cambio de nombre a simplemente T600 y la parte delantera y trasera rediseñada para adaptarse al estilo del resto de la familia de crossovers Zotye. Estaba previsto que un T600 actualizado con motor turbo de 1.6L acoplado a una transmisión automática de 6 velocidades fuese el primer vehículo Zotye que se vendiera en los Estados Unidos, a partir de 2020.
|                                             |
| Zotye T600 (previo al rediseño del frontal) |

|                                                     |
| Zotye T600 (previo al rediseño de la parte trasera) |

|                                              |
| Zotye T600 2018 (parte posterior rediseñada) |

## Zotye T600 Sport
El nuevo Zotye T600 Sport fue presentado al mercado automovilístico chino en mayo de 2016. Su precio oscila entre los 95.800 y los 149.800 yuanes, lo que convierte al T600 Sport en la variante de gama alta del modelo base Zotye T600 SUV.
|                                               |
| Zotye T600 Sport (antes del rediseño frontal) |

|                                                 |
| Zotye T600 Sport (después del rediseño frontal) |

|                                               |
| Zotye T600 Sport (parte posterior rediseñada) |

## Zotye T600 Cupé
El Zotye T600 Cupé se basa en el Zotye T600. Al igual que el T600 Sport, el T600 Cupé también es una versión más deportiva y con un acabado más alto del T600, pero con ligeras diferencias de estilo, sobre todo con un interior rediseñado, con nuevas luces delanteras, nuevas rejillas y vidrios tintados tras el pilar central.
|                                 |
| Zotye T600 Cupé (parte frontal) |

|                                 |
| Zotye T600 Cupé (parte trasera) |